# IC 4367
IC 4367 — галактика типу SBc () у сузір'ї Центавр.
Цей об'єкт міститься в оригінальній редакції індексного каталогу.